# Chauncey Goodrich
Chauncey Goodrich, född 20 oktober 1759, död 18 augusti 1815, var en amerikansk politiker som representerade Connecticut i USA:s kongress, både i representanthuset och senaten.

## Tidigt liv
Goodrich föddes i Durham, Connecticut, och var son till Elizur Goodrich. Han tog examen från Yale College 1776 och arbetade sedan som skollärare. Från 1779 till 1781 undervisade han vid Yale. Han studerade juridik, antogs till Connecticuts advokatsamfund 1781 och arbetade som jurist i Hartford.

## Politisk karriär
Goodrich valdes till Connecticuts representanthus 1793 och tjänstgjorde där från det året till 1794, då han valdes som kandidat för Federalisterna till USA:s representanthus för Connecticuts andra distrikt. Han valdes om två gånger och tjänstgjorde därmed från den 4 mars 1795 till den 3 mars 1801. Under den tredje och sista av dessa mandatperioder tjänstgjorde han samtidigt som sin bror Elizur Goodrich.
Åter i Connecticut tog han upp sin juristpraktik igen och var ledamot av guvernörens råd från 1802 till 1807. Connecticuts parlament valde honom till USA:s senat för att fylla vakansen efter Uriah Tracy, som hade avlidit, och valde sedan om honom till en hel mandatperiod. Han tjänstgjorde i senaten från den 25 oktober 1807 till i maj 1813, då han avgick för att bli viceguvernör i Connecticut under guvernören John Cotton Smith. Han valdes till denna post 1813, och hade även valts till borgmästare i Hartford 1812. Han var både borgmästare och viceguvernör till sin död i Hartford den 18 augusti 1815. Åren 1814-15 var han delegat för Connecticut vid Hartfordkonventet, där delegater från alla fem delstater i New England samlades för att diskutera om de skulle lämna USA på grund av kriget mot Storbritannien.

## Familj
Goodrichs brorson Chauncey Allen Goodrich var svärson till Noah Webster och redigerade dennes ordbok Webster's Dictionary efter Noah Websters död. Chauncey Allen Goodrichs syster Nancy var gift med Henry Leavitt Ellsworth, jurist och chef för USA:s patentverk och son till chefsdomaren i USA:s högsta domstol Oliver Ellsworth. William W. Ellsworth, tvillingbror till Henry Leavitt och guvernör i Connecticut 1838-1842, var gift med en annan av Noah Websters döttrar.